# Giacomo Voli
Giacomo Voli (* 3. listopadu 1985, Mantova, Itálie) je italský hudebník, který v současné době působí jako zpěvák v powermetalové skupině Rhapsody of Fire. Zúčastnil se také Hlasu Itálie v roce 2014 a umístil se na celkovém druhém místě. Ve výběru na slepo zazpíval píseň „Rock and Roll“ od skupiny Led Zeppelin a jeden z porotců se dokonce otočil dříve, než začal Voli zpívat.
Od roku 2015 zpívá ve skupině Teodasia a na podzim roku 2016 byl potvrzen jako nový zpěvák kapely Rhapsody of Fire, kde nahradil jednoho z původních členů této skupiny, Fabia Lioneho.